# 6579 Benedix
A 6579 Benedix (ideiglenes jelöléssel 1981 ES4) a Naprendszer kisbolygóövében található aszteroida. Schelte J. Bus fedezte fel 1981. március 2-án.